# Jagdstaffel 61
A Jagdstaffel 61, conhecida também por Jasta 61, foi um esquadra de aeronaves da Luftstreitkräfte, o braço aéreo das forças armadas alemãs durante a Primeira Guerra Mundial. No total, a esquadra abateu 25 aeronaves inimigas.